# 计量泵
计量泵 （英语：metering pump，proportional pump）往复泵的一种，利用往复泵流量固定的特点而发展起来的。可以用电动机带动偏心轮从而实现柱塞的往复运动。偏心轮的偏心度可以调整，柱塞的冲程就发生变化，以此来实现流量的调节。
计量泵主要应用在一些要求精确地输送液体至某一设备的场合，或将几种液体按精确的比例输送。如化学反应装置一种或几种催化剂的投放，后者是靠分别调节多缸计量泵中每个活塞的行程来实现的。